# 国宝银行：小到可以进监狱
《国宝银行：小到可以进监狱》（英語：Abacus: Small Enough to Jail）是2016年史蒂夫·詹姆斯制作的美国纪录片，影片以纽约曼哈頓華埠的家族社区银行国宝银行为中心，记录了其因“小到可以进监狱”而非“大到不能倒”，成为在次貸危機后面临实际刑事指控的唯一金融机构。
影片于2016年多倫多國際影展首演，并获得人民选择奖纪录片类亚军。2017年在公共电视网纪录片系列“Frontline”播出，并可免费在线播放。影片被提名为第90屆奧斯卡最佳纪录片奖。

## 评价
该影片受到了普遍好评。爛番茄上影片获得93%的评分，Metacritic上影片获得73分，表示“总体评价很好”。